# Julie Smith (femme politique)
Julie Elizabeth Smith, baronne Smith de Newnham (née le 1er juin 1969) est une universitaire spécialisée en politique européenne et une femme politique libérale-démocrate. De 2003 à 2015, elle est conseillère locale au conseil municipal de Cambridge. Depuis septembre 2014, elle est pair à vie et membre de la Chambre des lords.

## Jeunesse
Elle est née le 1er juin 1969. De 1980 à 1987, elle fait ses études à la Merchant Taylors' Girls' School, une école pour filles basée à Great Crosby, dans le Merseyside. Après une année sabbatique, elle étudie la philosophie, la politique et l'économie au Brasenose College d'Oxford et obtient un baccalauréat ès arts (BA). Elle entreprend des études de troisième cycle en politique au St Antony's College d'Oxford, où elle obtient une maîtrise en philosophie (MPhil) et un doctorat en philosophie (DPhil),. Sa thèse de doctorat s'intitule « Elections directes au Parlement européen : une réévaluation » et est soumise en 1995 . Ayant reçu une bourse hanséatique, elle poursuit ses études à Hambourg de 1995 à 1997.

## Carrière

### Carrière universitaire
Smith commence sa carrière universitaire en donnant des cours au département des relations internationales et des études européennes de l'Université d'Europe centrale, une université de langue anglaise à Budapest, en Hongrie. En 1997, elle rejoint l'Université de Cambridge comme maître de conférences en politique européenne. Elle est ensuite promue maître de conférences en relations internationales et devient membre du Robinson College. De 1999 à 2003, elle est également responsable du programme européen à Chatham House. Elle est nommée lectrice en politique européenne en octobre 2018.

### Carrière politique
Smith est une militante libéral-démocrate. De 2003 à mai 2015, elle est conseillère locale représentant Newnham au conseil municipal de Cambridge,,. Elle est également vice-présidente du comité politique fédéral des libéraux-démocrates.
En août 2014, elle est nommée pair à vie. Le 12 septembre 2014, elle est créée baronne Smith de Newnham, de Crosby dans le comté de Merseyside. Elle prononce son premier discours à la Chambre des lords le même jour.
Elle est fermement convaincue des avantages que l'UE apporte au Royaume-Uni. Elle participe activement à Cambridge for Europe, une campagne qui veut « diffuser un message positif concernant l'implication continue du Royaume-Uni dans l'UE ». Smith est l'un des principaux mécènes du groupe.